# 草莓族
草莓族是起源於臺灣的中文新詞，最早指1960年代出生的臺灣人，即俗稱五年級生。現在主流認知為臺灣1980年代至1990年代出生，正逢經濟起飛時期，泛指七年級後的年輕人。該詞主要指責年輕人像草莓空有外表，但卻難以承受壓力與挫折。除此以外，也有指責年輕人不願服從長輩、權威者或團體等；或是被寵溺、自私、傲慢、工作怠惰等。

## 概論
「草莓族」一詞最早出自翁靜玉著、1993年出版的《辦公室物語》一書，用來形容1960年代出生的臺灣人世代。從1990年代開始，在大學生逐漸擴張、世代觀念變遷、以及臺灣媒體大量引用翁靜玉著作下，該詞開始於臺灣社會間流傳。
「草莓族」一詞被普遍視為極具冒犯性。2005年3月22日，臺灣一名婦人因肩痛求診，因療效不彰憤而怒罵醫生為「草莓族」。後經臺灣高等法院認為草莓族是指「年輕沒經驗禁不起挫折的人」、「屬於貶抑性詞彙」而的確貶低其名譽，而判婦人敗訴。2012年，《遠見雜誌》與Yahoo!和無名小站共同調查當時青年對各種負面標籤的看法。結果顯示「草莓族」一詞是青年最厭惡、最想平反的標籤。
約在2000年前後，媒體上也曾經流行「水蜜桃族」這樣的詞彙，用來描寫當時的年輕人，尤其是針對當時的「八年級生」。

## 刻板印象
台灣社會對於草莓族的普遍刻板印象包括：
- 抗壓性低、難以承受挫折[4][5][17][18]
- 服從性低、不忠誠
- 空有外表內在卻十分脆弱[2]
- 個人主義強烈、個人權益優先於群體權益
- 不服從權威與約束
- 高學歷低成就
- 重視外表、物質與享樂

## 評論
周祝瑛認為「草莓族」的產生主因，是父母習慣以物質需求滿足小孩、而社會也過度注重物質，使得小孩長大缺乏心靈生活、自律精神與抗壓性，也不願為自己和他人負責。時任教師詹孟傑則認為「草莓族」是因為小孩從小缺乏與失敗共處的經驗，並建議師長給小孩磨練與挑戰，讓小孩學會如何面對失敗並與之共處。
與此對比，臺灣年輕人普遍對「草莓族」一詞反感。國立交通大學學生記者林潔在學生報紙《喀報》上，指責這個用詞「不負責任」，忽略1970年代到1980年代的臺灣社會背景。梁家瑜在台灣基督長老教會總會大專事工委員會發行、面向年輕人的《新使者雜誌》上，更批評臺灣企業令勞動條件惡化同時、還使用「草莓族」攻擊年輕人的行徑，如同出埃及記中奴役猶太人的法老。《Career就業情報》的專欄作家臧聲遠則批判社會的工作條件惡化同時，還要以年紀為藉口剝削別人沒有道理可言。
李維倫認為「草莓族」一詞的流行反應華人社會普遍敬老、貶抑年輕人現象的縮影。阮曉眉與湯志傑則認為，該流行背後除了代表敬老精神取向外，還代表臺灣媒體與部份民眾對臺灣社會個體化與個人主義深感焦慮。楊令瑜則認為媒體與該詞的流行有關，背後反映出媒體對年輕人他者化、並帶有自身評價的傾向。

## 資料來源

### 腳註
1. ↑  Rachel. . sex.ncu.edu.tw. 國立中央大學性／別研究室.   [1 July 2016]. （原始内容存档于2016-03-04）.
2. 1 2 3  楊令瑜 2023，第14頁.
3. 1 2  林珮萱. . 遠見雜誌. 2012-07-30  [2024-07-16]. （原始内容存档于2024-07-16） （中文）. | access-date=2024-07-16}}
4. 1 2 3  周祝瑛. . www.tmac.com.tw. 臺灣麥克.   [2024-07-16]. （原始内容存档于2024-07-16）.
5. 1 2  黃立立 2009.
6. 1 2 3 4  林宗弘 2014，第172頁.
7. 1 2 3  阮曉眉 2014，第55頁.
8. 1 2  李維倫 2020「草莓族」與「啃老族」等名稱在大眾媒體一再出現，透露出對年輕人貶抑是一種理所當然。
9. ↑  Schott, Ben. . Schott's Vocab (column). The New York Times. 30 November 2008  [2023-04-03]. （原始内容存档于2015-04-14）.
10. ↑  . People's Daily Online. 7 January 2010  [2023-04-03]. （原始内容存档于2012-03-03）.
11. 1 2  臧聲遠 2003.
12. ↑  楊令瑜 2023，第14-15頁.
13. ↑  《罵醫師「草莓族」 判賠2萬登報道歉》，蘋果日報，2007年9月8日
14. 1 2  詹孟傑 2015.
15. ↑  .   [2013-01-11]. （原始内容存档于2013-12-05）.
16. ↑  楊令瑜 2023，第21頁.
17. 1 2  林潔 2008.
18. ↑  林珮萱 2012.
19. ↑  梁家瑜 2016.
20. ↑  楊令瑜 2023，第94頁.
21. ↑  楊令瑜 2023，第98頁.